# Rezervati velikog pande u Sečuanu
Rezervati velikog pande u Sečuanu (kineski: 四川大熊貓棲息地, pinyin: Sìchuān Dàxióngmāo Qīxīdì), skupina od sedam rezervata prirode i devet parkova prirode u kineskoj jugoistočnoj pokrajini Sečuan, u kojima živi i razmnožava se više od 30 % svjetske populacije jako ugroženih velikih panda. Područje se prostire na 9245 km², na planinama Qionglai i Jiajin. 
Uz iznimku tropskih kišnih šuma, ovo područje je botanički najbogatije na svijetu s 5000 – 6000 biljnih vrsta u preko 1000 rodova. Većina biljaka potječe iz vremena paleo-tropskih šuma tercijara.
Pored velikog pande, u njemu obitavaju i druge ugrožene životinje kao što su: crveni panda, sniježni leopard i oblačasti leopard. Zbog toga su Rezervati velikog pande u Sečuanu upisani na UNESCO-ov popis mjesta svjetske baštine u Aziji i Oceaniji 1992. godine.
| Njihovih sedam rezervata prirode su: 1. Wolong (卧龙自然保护区) 2. Fengtongzhai (蜂桶寨自然保护区) 3. Siguniang Shan (四姑娘山自然保护区) 4. Rezervat rijeke Laba (喇叭河自然保护区) 5. Rezervat rijeke Heishui (黑水河自然保护区) 6. Jintang-Kongyu (金汤—孔玉自然保护区) 7. Caopo (草坡自然保护区) | A devet parkova prirode su: 1. Qingcheng Shan-Dujiangyan (青城山—都江堰风景名胜区) 2. Tiantai Shan (天台山风景名胜区) 3. Siguniang Shan (四姑娘山风景名胜区) 4. Xiling Shan (西岭雪山风景名胜区) 5. Jiguan-Jiulonggou Shan (鸡冠山—九龙沟风景名胜区) 6. Jiajin Shan (夹金山风景名胜区) 7. Miyaluo (米亚罗风景名胜区) 8. Lingzhen-Daxue Shan (灵鹫山—大雪峰风景名胜区) 9. Erlang Shan (二郎山风景名胜区) |